# Podpeško jezero
Podpeško ali Krimsko jezero, po domače preprosto Jezero (lokalna poimenovanja so tudi Podkrimsko jezero, Jezero pod Planinco ali Jezero pod sv. Ano) je kraško jezero pri vasi Jezero v bližini Podpeči (po kateri ima tudi ime) v Občini Brezovica. Nahaja se na južnem obronku Ljubljanskega barja, vanj pa se stekajo vode površinskih kraških izvirov. Posebnost jezera je podzemni odtok lijakaste oblike, skozi katerega vodi ozko globoko brezno, doslej raziskano do globine 51 metrov. Tako je Podpeško jezero eno najglobljih v Sloveniji. Voda preko tega lijaka odteka v 300 m oddaljeni Hruški potok, ki je desni pritok Ljubljanice. Ravno dno z izjemo lijaka je sicer na povprečni globini 10 m. Jezero ima površino okrog 1,2 ha, njegova obala tvori skoraj popoln krog s premerom okrog 130 m, okoliški močvirnati travnik, ki mu domačini pravijo Zajezero, pa se brez pregiba spusti v vodo. Jezero z okoliško močvirno ravnico je razglašeno za naravni spomenik Slovenije. Ekosistem jezera tvorijo številne rastlinske in živalske vrste, vodni prebivalci so raki, različne rečne školjke in ribe (ščuka, ostriž, klen, som, idr.). Upravljavec ribolovnega revirja je ribiška družina Barje.
Podpeško jezero je lahko izhodišče za sprehod na hrib s cerkvijo sv. Ane (484 m), do nekoliko nižjega griča s cerkvijo sv. Lovrenca (329 m), vzpon na goro Krim preko vasi Planinca ter gozdno pot proti Rakitni. Nedaleč od jezera sta tudi za javnost zaprti kraška jama Skedmenica in Ledena jama. V poletnem času je temperatura vode na površini okrog 25°C; na severni obali jezera je urejeno kopališče, ki je v vročih dneh priljubljena destinacija prebivalcev okoliških krajev in Ljubljane, saj do vasi vodi tudi linija ljubljanskega potniškega prometa 19B. 